# Noaptea demnitarilor
Noaptea demnitarilor este un termen folosit în istoriografia română pentru a desemna valul de arestări care au avut loc în noaptea de 5/6 mai 1950. Regimul comunist a arestat în cadrul acestei operațiuni concertate un lot de foști înalți demnitari români, printre care prim-miniștri, miniștri, secretari de stat, funcționari superiori ai administrației și generali ai armatei. Deși fuseseră vizate inițial 84 de persoane, autoritățile au putut identifica doar 74, din care au fost arestate la acea dată doar 69, care au fost întemnițate în Închisoarea Sighet (din Sighetu Marmației).
Printre arestați au fost Dinu Brătianu, Constantin C. Brătianu, Gheorghe Brătianu, Daniel Ciugureanu, Gheorghe Tătărescu, Constantin Argetoianu, Ion Gigurtu, Constantin C. Giurescu și alții. În același an au urmat și alte valuri de arestări de înalți demnitari.

## Arestarea
Constantin C. Giurescu a descris episodul arestării în cartea sa de memorii Cinci ani și două luni în penitenciarul din Sighet, scrisă în 1955 și apărută în 1994.
Pe 6 mai 1950, la ora patru dimineața, soneria a sunat prelung, persoana recomandându-se a fi de la Securitate. Când Giurescu i-a deschis ușa, bărbatul și-a băgat piciorul între prag și ușă, pentru a nu putea fi închisă; i-a arătat un mandat de percheziție, dar după ce a intrat în casă și trei dintre cei patru însoțitori din curte l-au urmat, l-a informat pe Giurescu că percheziția avea să se facă în absența lui, el urmând a fi dus la Ministerul de Interne.
Ajuns acolo, a așteptat o vreme, apoi a fost dus la intrarea de serviciu, la care așteptau două dube; i s-a dat un număr (7) și a fost dus într-o dubă, ale cărei cinci boxe individuale erau ocupate și închise. În dubă se aflau deja Dinu Brătianu, Dumitru Alimănișteanu, Napoleon Crețu, Radu Portocală, Pantelimon Halippa, Ioan Mihail Racoviță, Ion Manolescu Strunga, Nicolae Samsonovici, Tancred Constantinescu, Alexandru Popescu-Necșești. În cele cinci boxe erau Gheorghe Tătărescu, Gheorghe Vântu, Gheorghe Brătianu, Constantin „Bebe” Brătianu și Petre Bejan.
La ora opt fără un sfert, după ce se umpluse și a doua dubă, au demarat deja spre Sighet, fără a fi informați despre destinație sau motivul arestării.

## Arestații - listă incompletă
- Constantin Angelescu, fost ministru și fost Guvernator al Băncii Naționale.
- Constantin Argetoianu, politician și memorialist.
- Dumitru Alimănișteanu, politician, ministru de finanțe al României.
- Dinu Brătianu, fratele lui Ionel și Vintilă Brătianu.
- Gheorghe Brătianu, istoric și politician, fiul lui Ionel Brătianu.
- Daniel Ciugureanu, fruntaș basarabean, președintele Consiliului de Miniștri al Republicii Democratice Moldovenești, ministru în 4 guverne românești, deputat și senator.
- Tancred Constantinescu
- Napoleon Crețu
- August Filip, fost parlamentar, om de încredere al lui Constantin Argetoianu
- Constantin C. Giurescu, istoric și demnitar în timpul lui Carol al II-lea
- Pantelimon Halippa
- Alexandru I. Lapedatu, istoric, Președinte al Academiei Române, Președinte al Senatului Român, Ministru al Cultelor și Artelor
- Ion Pelivan
- Ioan Rășcanu
- Dimitrie Nistor, avocat și preot ortodox român. A fost consilier cultural al municipiului Timișoara, deputat și subsecretar de stat în Ministerul de Interne
- Ion Manolescu-Strunga
- Radu Portocală
- Ioan Mihail Racoviță, general
- Nicolae Samsonovici, general
- Gheorghe Tătărescu, politician național-liberal, ulterior colaborator al comuniștilor
- Gheorghe Vântu, profesor universitar de drept, Pretor de Hotin și Primar al municipiului Cernăuți, fost rezident Regal în Bucovina